# Huilaea penduliflora
Huilaea penduliflora är en tvåhjärtbladig växtart som beskrevs av John Julius Wurdack. Huilaea penduliflora ingår i släktet Huilaea och familjen Melastomataceae. IUCN kategoriserar arten globalt som starkt hotad.
Artens utbredningsområde är Colombia. Inga underarter finns listade i Catalogue of Life.